# Magamba Kwalukonge
Magamba Kwalukonge è una circoscrizione rurale (rural ward) della Tanzania situata nel distretto di Korogwe, regione di Tanga. Conta una popolazione di 6 314 abitanti (censimento 2012).